# 巴靈頓 (新澤西州)
巴靈頓（英語：Barrington）是位於美國新澤西州康登縣的自治市鎮。

## 人口
根據2020年美國人口普查的數據，巴靈頓的面積為4.10平方千米，皆為陸地。當地共有人口7075人，而人口密度為每平方千米1,726人。